# آریشیما تاکه‌ئو
در این نام ژاپنی ((آریشیما)) نام خانوادگی است.
آریشیما تاکه‌ئو (به ژاپنی: 有島 武郎، Arishima Takeo)؛ (زاده: ۴ مارس ۱۸۷۸ - درگذشت: ۹ ژوئن ۱۹۲۳) نویسنده و رمان‌نویس ژاپنی بود. او پس از فارغ‌التحصیلی از دبیرستان گاکوشوئین به کالج کشاورزی ساپورو در هوکایدو رفت. در سال ۱۹۰۳ به ایالات متحده سفر کرد. پس از اتمام تحصیلات تکمیلی در کالج هاورفورد، حدود یک سال در دانشگاه هاروارد به مطالعه تاریخ و اقتصاد پرداخت. پس از بازگشت به ژاپن به گروه شیراکاباها پیوست و با نویسندگانی مانند نائویا شیگا و موشانوکوجی سانه‌آتسو همکاری کرد. در سال ۱۹۲۳ او در ویلای خود در کاروایزاوا همراه با آکیوکو هاتانو خودکشی کرد. آثار برجسته او شامل نوادگان قابیل، زنی خاص، و همچنین مقاله انتقادی عشق بدون تردید می‌رباید است.

## زندگی
او در خانواده‌ای اشرافی درکوایشیکاوا توکیو (امروزه بخش بونکیو) به عنوان پسر ارشد آریشیما تاکه‌شی یک سامورایی سابق از قلمرو ساتسوما، کارمند وزارت دارایی و تاجر به دنیا آمد. مادرش ساچیکو و پدربزرگش اوبِی نیز سامورایی بود. برادران کوچکتر او آریشیما ایکوما نقاش و ساتومی تون رمان‌نویس بودند.

### دوران تحصیل
در دوره‌ای که شوگون سالاری دوره ادو سقوط کرده و هرج‌ومرج سیاسی و اجتماعی پس از اصلاحات میجی شدت گرفته بود، پدرش، آریشیما تاکه‌شی، با موفقیت خود را با روند دوره جدید سازگار کرد. مادر او ساچیکو یامائوچی بود. هنگامی که چهار سال داشت، پدرش به‌عنوان رئیس اداره گمرک یوکوهاما منصوب شد. پس از نقل‌مکان به یوکوهاما، او در خانواده یک کشیش آمریکایی زندگی کرد و سپس به مدرسه یوکوهاما (که امروزه یوکوهاما اِیواگاکوین نام دارد) تحصیل کرد تجربیات این دوران الهام بخش داستان کودکانه‌اش به نام یک خوشه انگور شد. در سن ۱۰ سالگی به مدرسه مقدماتی گاکوشوئین وارد شد و به عنوان دانش آموز شبانه‌روزی زندگی کرد. او در سن ۱۹ سالگی از دبیرستان گاکوشوئین فارغ‌التحصیل شد. با وجود اینکه فارغ‌التحصیلان این مدرسه معمولاً به افسران نظامی تبدیل می‌شدند، آریشیما به قدری از اسلحه بیزار بود که تصمیم گرفت کشاورز شود و به کالج کشاورزی ساپورو پیوست که به عنوان مرکزی برای یادگیری تفکر مدرن و مسیحیت شناخته می‌شد. او در تحصیلات خود به ویژه در زبان انگلیسی برجسته بود دفتر خاطرات طولانی او عمدتاً به زبان انگلیسی نوشته شده بود. زمانی که استادش اینازو نیتوبه از او پرسید که درس مورد علاقه‌ات چیست؟ پاسخ داد: ادبیات و تاریخ که باعث خنده دیگران شد. او تحت تأثیر اوچیمورا کانزو و موری موتو کوکیچی در سال ۱۹۰۱ به مسیحیت گروید.

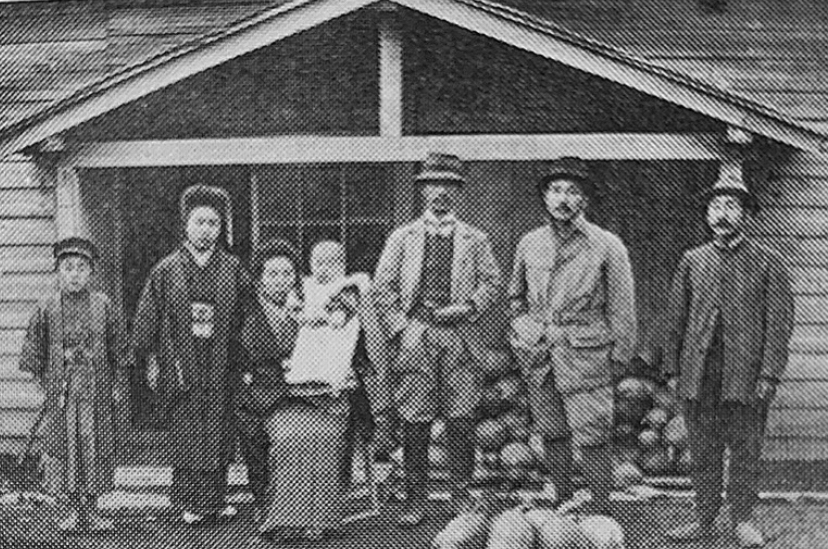
آريشيما تاكه‌ئو در مزرعه پدري (سال ۱۹۱۶-نفر دوم از راست)

دلیل اینکه پدر تاکه‌ئو اجازه داد او به ساپورو برود، این بود که اینازو نیتوبه، استاد مدرسه کشاورزی ساپورو، اهل موریوکا، زادگاه مادر تاکه‌ئو بود و پدرخوانده نیتوبه مراسم ازدواج والدین تاکه‌ئو را برگزار کرده بود؛ بنابراین پدرش معتقد بود می‌تواند پسرش را با اطمینان به او بسپارد. پس از فارغ‌التحصیلی از کالج کشاورزی و خدمت در ارتش در ۲۵ اوت ۱۹۰۳ از یوکوهاما به ایالات متحده سفر کرد. در آمریکا او در کالج هاورفورد تحصیل کرد و سپس به هاروارد رفت. در آن جا به سوسیالیسم علاقه‌مند شد و تحت تأثیر ادبیات غربی مانند فلسفه ویتمن و ایبسن و فلسفه غربی مانند فلسفه برگسون و نیچه قرار گرفت. آریشیما که باورهایش در طول اقامت در ایالات متحده به تدریج به سمت سوسیالیسم تغییر کرده بود بیش از همه با تناقضات اجتماعی ناشی از موقعیتش به عنوان عضوی از یک خانواده ثروتمند که با طبقه کارگر همدردی می‌کرد درگیر بود. رمان نوادگان قابیل (۱۹۱۷) که به شرایط اسفناک کشاورزان اجاره‌نشین در هوکایدو می‌پردازد شهرت ادبی را برای او به ارمغان آورد. در این اثر، طبیعت دشمن شخصیت اصلی است؛ مبارزه شدید او با طبیعت که ناشی از اراده او برای بقا است به کتاب قدرت می‌بخشد. او بعدها، هاروارد را ترک کرد تا در واشینگتن دی‌سی زندگی کند. او در کتابخانه کنگره، آثار هنریک ایبسن، لئو تولستوی، ماکسیم گورکی و نویسندگان مدرن دیگر را مطالعه کرد. اولین داستان او که در واشینگتن نوشته شد در کنار رودخانه دنیپر روایت می‌شود. او همچنین به اروپا سفر کرد و در ۱۱ آوریل ۱۹۰۷ به ژاپن بازگشت. در این زمان او به ایمان خود شک نمود و مسیحیت را ترک کرد. پس از بازگشت به ژاپن دوباره به خدمت نظامی بازگشت و به عنوان معلم زبان انگلیسی در دانشگاه امپراتوری توهوکو (که بعدها دانشگاه هوکایدو شد) کار کرد. او با دوستان خود در سال ۱۹۰۸ باشگاه هنری کورویوری کای را تأسیس کرد که همچنان فعال است. از طریق برادر کوچکترش، ایکوما او با نویسندگانی مانند نائویا شیگا و موشانوکوجی سانه‌آتسو آشنا شد و در مجله ادبی شیراکابا شرکت کرد او آثاری همچون حشره خشمگین و مرگ اوسوئه را منتشر کرد و به عنوان یکی از چهره‌های برجسته مکتب ادبی شیراکابا شناخته شد.در سال ۱۹۰۹ او با کامیو یاسوکو دختر دوم ژنرال ارتش کامیو میتسوئومی در توکیو ازدواج کرد. در سال ۱۹۱۱ زمانی که به عنوان معلم در ساپورو کار می‌کرد، پسر بزرگش یوکیمیتسو که بعدها با نام ماسایوکی موری به عنوان بازیگر شناخته شد، به دنیا آمد. در سال ۱۹۱۳ او خانه ای به سبک غربی در ساپورو ساخت تا به‌طور دائم در آنجا ساکن شود. با این حال سال بعد به دلیل بیماری همسرش مجبور شد ساپورو را ترک کند.
در سال ۱۹۱۶ تایشو، پس از از دست دادن پدرش و همسرش یاسوکو که در سن ۲۷ سالگی به دلیل سل ریوی در کیوندو هیراسوکا درگذشت، او به‌طور جدی حرفه نویسندگی را آغاز کرد. او آثاری مانند نوادگان قابیل، مشکلاتی که پیش می‌آید و هزارتو را نوشت و در سال ۱۹۱۹ تایشو، زنی خاص را منتشر کرد. در ژوئیه ۱۹۱۸مجله چواوکورون، مقاله‌ای با عنوان برای برادرم موشانوکوجی منتشر کرد که در آن از آتاراشیکی مورا انتقاد کرد. با این حال توانایی خلاقانه او شروع به کاهش کرد و او نوشتن اثر صورت فلکی را نیمه کاره رها کرد. در سال ۱۹۲۲ تایشو، او اثر یک بیانیه را منتشر کرد جایی که او اعتقاد ناامیدانه خود را بیان کرد که تنها طبقات کارگر می‌توانند به خود کمک کنند و او به عنوان عضوی از طبقات بالاتر نمی‌تواند برای آنها کاری انجام دهد. در تاریخ ۱۸ ژوئیه همان سال تصمیم گرفت مزرعه خود را به مساحت حدود ۴۵۰ چوبو به رایگان به کشاورزان اجاره‌نشین واگذار کند. این تصمیم از فلسفه او مبنی بر «انکار مالکیت خصوصی» ناشی می‌شد. با این حال، به منظور جلوگیری از بازگشت زمین‌ها به دست سرمایه‌داران، شرط ایجاد یک اتحادیه صنعتی نیز برای این انتقال تعیین شد. پس از مرگ او، یک سازمان کشاورزی به نام کاری‌بوکمون شکل گرفت و تا زمان اصلاحات ارضی پس از جنگ جهانی دوم ادامه یافت. کشاورزی همچنان صنعت اصلی این منطقه است و محصولات عمده شامل سیب‌زمینی، ذرت و انواع حبوبات می‌باشد.

### مرگ
در سال ۱۹۲۳ تایشو، او با هاتانو آکیوکو، یک زن متأهل و خبرنگار مجله فوجین کورون آشنا شد وعاشق او شد. آریشیما پس از مرگ همسرش ازدواج نکرده بود. گفته می‌شود که آکیکو هاتانو و تاکه‌ئو برای اولین بار پس از تماشای اجرای «قو در حال مرگ» یکدیگر را ملاقات کردند. پس از آن نامه‌ای از آکیکو به تاکه‌ئو رسید و چندین بار نامه میان آنها رد و بدل شد. آکیکو زمانی که در مدرسه دخترانه آویا ماگاکوین بود با هاتانو هاروفوسا مردی که ۱۵ سال از او بزرگتر بود آشنا شد. او که یک آکادمی انگلیسی را اداره می‌کرد، پیشتر همسری داشت. پس از آنکه هاروفوسا در نهایت از همسرش طلاق گرفت با آکیکوی ۱۸ ساله ازدواج کرد او که تحت تأثیر جوانی آکیکو قرار گرفته بود، به او اجازه داد تحصیلاتش را به پایان برساند و به عنوان خبرنگار برای مجله خانم کورون مشغول به کار شود به عبارتی، آکیکو زنی کاملاً ساده و بی‌اطلاع بود که مانند پرنده‌ای در قفس از او مراقبت می‌شد. به این ترتیب او با آریشیما آشنا شد و به عشق حقیقی‌اش پی برد. با این حال، از آنجا که در آن زمان جرم زنا وجود داشت، عشق میان این دو از نظر جامعه قابل پذیرش نبود. شوهر آکیکو، هاروفوسا که از رابطه آنها مطلع شده بود از آریشیما مبلغ ۱۰٬۰۰۰ ین ژآپن طلب کرد. او از این می‌ترسید که اگر بخواهد آریشیما را به جرم زنا مجازات کند، این کار باعث شهرت بیشتر او شود. آریشیما این درخواست را رد کرد و گفت که اگر مجبور باشد برای زنا به زندان برود، می‌رود. اما نمی‌تواند زنی را که دوست دارد با پول مبادله کند. در همین زمان آریشیما رابطه‌اش با آکیکو را با یکی از دوستانش در میان گذاشت و اعلام کرد که تصمیم دارد همراه او بمیرد. در ۹ ژوئن هر دو در ویلای تاکه‌ئو در کاروایزاوا استان ناگانو خود را حلق‌آویز کردند. اجساد آنها در ۷ ژوئیه توسط نگهبان ویلا پیدا شد. با توجه به اینکه اجسادشان در فصل بارانی و حدود یک ماه بعد در حالي کشف شدند كه به شدت تجزیه شده بودند، گفته می‌شود پليس در نهايت از طریق یادداشت‌های خودکشی آن‌ها را شناسایی كرد.

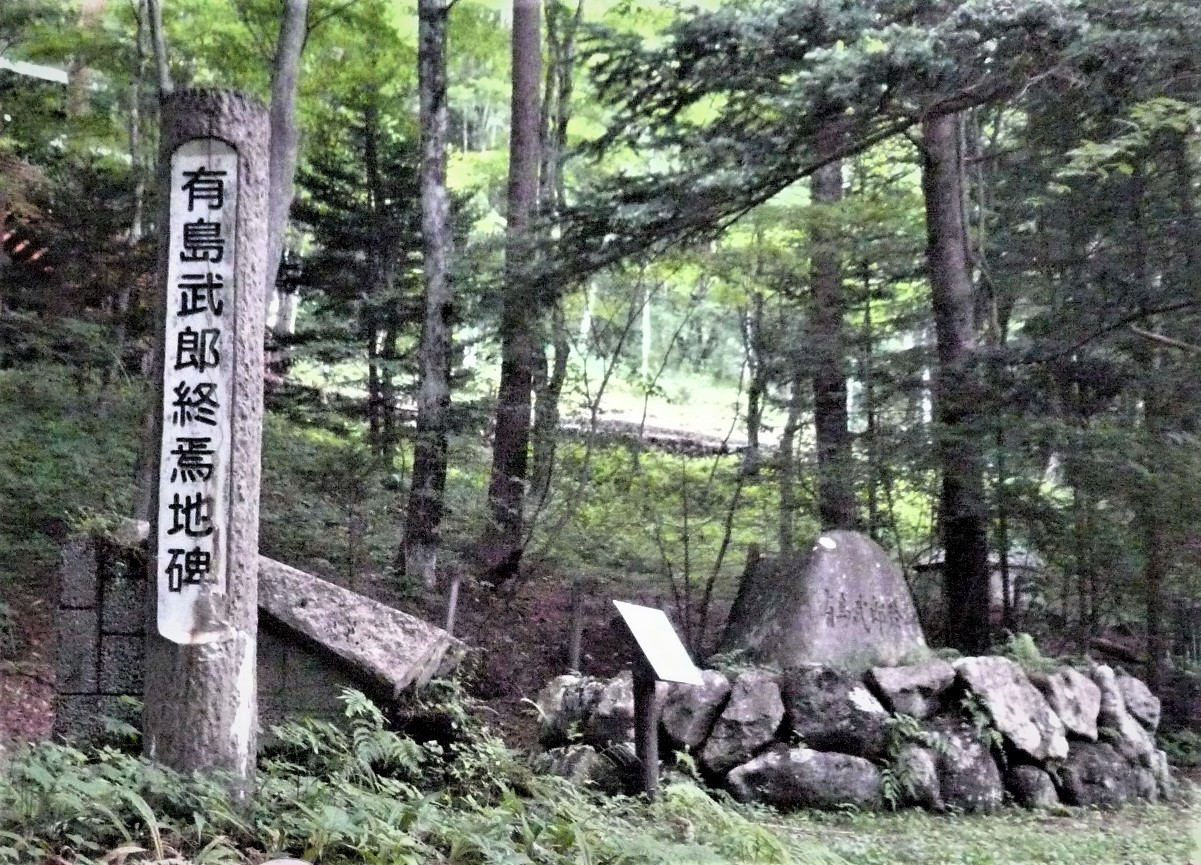
سنگ قبر آريشيما تاكه‌ئو در كوريوزاوا

### یادداشت خودکشی
تاكه‌ئو در یادداشت‌ خودكشي خود نوشته بود:
... تا این لحظه هرگز فکر نمی‌کردم که مرگ در برابر عشق تا این حد ناتوان باشد…
... تا این لحظه هرگز فکر نمی‌کردم که مرگ در برابر عشق تا این حد ناتوان باشد…
در ژوئیه ۲۰۰۹ سه نامه مبادله شده بین آریشیما و آکیوکو که تقریباً شش ماه پیش از مرگ آن‌ها نوشته شده بود در موزه ادبیات هوکایدو در ساپورو به نمایش گذاشته شد. به دلیل ارتباط نزدیک او با هوکایدو، روزنامه هوکایدو شینبون جایزه ای ادبی به نام جایزه ادبی جوانان آریشیما ارائه می‌دهد.
این آثار که توسط لو شون معرفی شده‌اند، در جمهوری خلق چین شناخته شده هستند و به‌طور گسترده‌ای خوانده می‌شوند و در کتاب‌های درسی گنجانده شده‌اند. آریشیما نویسنده‌ای بود که به عدالت اجتماعی، آزادی زنان و رفع تناقضات طبقاتی توجه داشت و جایگاهی برجسته در تاریخ ادبیات ژاپن دارد.

## آثار
اثر ترانه مدرسه (اشعار) ترانه کالج کشاورزی ساپورو - اشعار آن هنگام تحصیل در کالج کشاورزی ساپورو نوشته شده است (آهنگ ساخته شده توسط جورج فردریک روت، موسیقی انتخاب شده توسط بنجیرو نوشو، و بازخوانی شده توسط تاکه‌کی اوادا) این ترانه همچنین به عنوان سرود آینده دانشگاه هوکایدو تعیین شده است.
| رمان‌ها                | رمان‌ها                           | آثار انتقادی             | آثار انتقادی                                 | نمايشنامه    | نمايشنامه                   | افسانه‌هاي اصيل            | افسانه‌هاي اصيل                   |
| --------------------- | -------------------------------- | ------------------------ | -------------------------------------------- | ------------ | --------------------------- | ------------------------- | -------------------------------- |
| حشره خشمگین           | かんかん虫 Kankanmushi           | عشق بدون پشیمانی می‌رباید | 惜しみなく愛は奪ふ Oshiminaku ai wa datsu fu | مرگ دوموماتا | ドモ又の死 Domo mata no shi | یک خوشه انگور             | 一房の葡萄 Hitofusanobudō        |
| زنی خاص               | 或る女 aruonna                   | یک بیانیه                | 宣言一つ Sengenhitotsu                       |              |                             | برادران و خواهران غرق شده | 溺れかけた兄妹 Oborekaketakyōdai |
| نوادگان قابیل         | カインの末裔 Kain'nomatsuei      | دو مسیر                  | 二つの道 Futatsunomichi                      |              |                             |                           |                                  |
| مراسم مذهبی کلارا     | クララの出家 Kurara no shukke    |                          |                                              |              |                             |                           |                                  |
| مشکلاتی که پیش می‌آیند | 生れ出づる悩み Umareidzurunayami |                          |                                              |              |                             |                           |                                  |
| بازگشت پیروزمندانه    | 凱旋 Gaisen                      |                          |                                              |              |                             |                           |                                  |
| استخوان               | 骨 Hone                          |                          |                                              |              |                             |                           |                                  |
| معتاد به الکل         | 酒狂 Sakekichigai                |                          |                                              |              |                             |                           |                                  |
| پایان فرهنگ           | 文化の末路 Bunka no matsuro      |                          |                                              |              |                             |                           |                                  |
| به سوی تقدیر          | 運命の訴へ unmei no sue          |                          |                                              |              |                             |                           |                                  |
| صورت فلکی             | 星座 Seiza                       |                          |                                              |              |                             |                           |                                  |
| برای کوچکترها         | 小さき者へ Chīsakimonohe         |                          |                                              |              |                             |                           |                                  |
| آزمایشگاه             | 実験室 Jikken-shitsu             |                          |                                              |              |                             |                           |                                  |
| مرگ آخرین نفر         | お末の死 osue no shi             |                          |                                              |              |                             |                           |                                  |

#### خلاصه آثار معروف
۱. عشق بدون پشیمانی می‌رباید
این اثر در تاریخ ۵ ژوئن ۱۹۲۰ به عنوان صفحه آغازین جلد یازدهم از مجموعه آثار تاکه‌ئو آریشیما منتشر شد. این اثر بیانگر تفکرات تاکه‌ئو دربارهٔ مفهوم «عشق» است. در این نوشته، ایده‌ای مطرح می‌شود که عشق به معنای گرفتن همه چیز از فردی که دوستش دارید و تبدیل آن به بخشی از وجود خودتان است. به معنای دیگر، عشق ورزیدن به یک شخص به معنای ربودن و تصاحب کامل اوست. در کل این اثر، به فلسفه زندگی و عشق می‌پردازد و بر اهمیت عشق و انسانیت در مواجهه با چالش‌های زندگی تأکید دارد. آریشیما در این کتاب به دنبال ارائه یک دیدگاه فلسفی در مورد روابط انسانی و ارزش‌های اخلاقی است.
۲.نوادگان قابیل
رمان نوادگان قابیل اثری ادبی از نویسنده ژاپنی تاکه‌ئو آریشیما است که در شماره ژوئیه ۱۹۱۷ مجله <شین شوستسو> منتشر شد. این داستان در هوکایدو، ژاپن روایت می‌شود و زندگی کشاورزی به نام نیمون را دنبال می‌کند که به دلیل نادانی خود، گناهانش را پنهان می‌کند. او در این رمان، به مشکلات کارگران و طبقات پایین جامعه پرداخته و نابرابری‌ها و ظلم‌های اجتماعی را نقد کرده است.
۳.زنی خاص
رمانی بلند است که توسط تاکه‌ئو آریشیما در دوره تایشو نوشته شده است. با آغاز انتشار مجله شیراکابا در ژانویه ۱۹۱۱، این رمان با عنوان نگاهی به یک زن خاص به صورت سریالی آغاز شد و در ۱۶ شماره تا مارس ۱۹۱۳ ادامه یافت. این بخش تنها نیمه اول داستان بود و نیمه دوم بعدها از ابتدا نوشته شد. نسخه کامل با عنوان زنی خاص در دو جلد در سال ۱۹۱۹ توسط انتشارات سوبونکاکو به عنوان بخشی از مجموعه آثار آریشیما تاکه‌ئو منتشر شد.
این داستان بر اساس زندگی نوبوکو ساساکی نوشته شده است. نوبوکو که به دنبال آزادی و خوشبختی بود، در قرن بیستم ژاپن نتوانست به آن دست یابد.
۴.یک خوشه انگور
داستانی کودکانه است که توسط تاکه‌ئو آریشیما نوشته شده است. این اثر در شماره اوت ۱۹۲۰ مجله آکای توری (پرنده قرمز) منتشر شد. در سال ۱۹۲۲ (سال یازدهم دوره تایشو)، کتابی شامل چهار داستان که این اثر داستان اصلی آن بود، توسط انتشارات سوبونکاکو منتشر شد. یک خوشه انگور اولین داستان افسانه‌ای اصیلی است که آریشیما نوشت و بر اساس تجربیات شخصی او در مدرسه یوکوهاما ایوا شکل گرفت.
کتاب یک خوشه انگور يكي از مجموعه افسانه‌های اصیلی است که آریشیما در طول زندگی خود از خود به جا گذاشت. سه مورد از چهار داستان این کتاب، از جمله این اثر، بر اساس تجربیات کودکی آریشیما نوشته شده‌اند. طراحی و تصویرگری این کتاب توسط خود آریشیما انجام شده و کتاب به سه فرزندش تقدیم شده است.
۵.مشکلاتی که پیش می‌آید
این کتاب دربارهٔ مشکلات و درگیری‌های درونی انسان‌هاست. آریشیما تاکه‌ئو در این اثر به تحلیل زندگی، نابرابری اجتماعی و بحران‌های روحی افراد پرداخته و نشان می‌دهد که چگونه انسان‌ها در مواجهه با مشکلات خود به جستجو برای معنای زندگی می‌پردازند.

## خویشاوندان

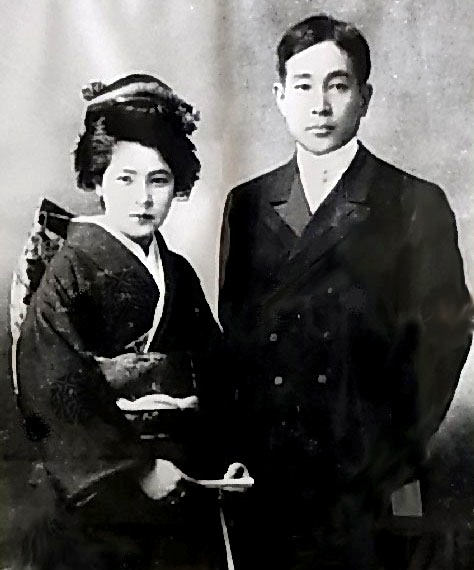
آريشيما تاكه‌ئو و همسرش كاميئو ياسوكو

همسر آریشیما تاکه‌ئو، یاسوکو (که در سال ۱۹۱۶ درگذشت)، دختر دوم ژنرال کامیئو میتسوئومی بود. آن‌ها سه فرزند داشتند:
1. یوکی‌میتسو (بازیگرموری ماسایوکی؛ نوه موری، کوره‌سوکه آریشیما، موسیقیدان بود).
2. توشی‌یوکی (مترجمی که گفته می‌شود با یوشیکو ایشی نامزد بوده، اما در طول جنگ جهانی دوم بر اثر سل در جوانی درگذشت).
3. یوکیزو (که عنوان بارون را از خانواده مادری‌اش، کامیئو، به ارث برد. پسر دوم او، آریشیما آکیرا (که نام خانوادگی خود را به کامیئو تغییر داد)، همسرهیراوا ایکو، خواننده و نوازنده ساز برقی بود).

برادران کوچک‌تر او عبارت‌اند از: آریشیما ایکوما، نقاش.
ساتومی تون، نویسنده. آریشیما یوکه‌ئو، مدیر شرکت Nippon Oil & Fats (پسر دوم او، آریشیما شیگه‌تاکه، رهبر اولین گروه موسیقی سوکاگاکای و عضو حزب کومیتو در مجلس نمایندگان ژاپن بود). خواهر کوچک‌تر او، شیما، با تاکاگی یوشیهیرو، پسر بزرگ تاکاگی کانهیرو، بنیان‌گذار مدرسه پزشکی دانشگاه جیکئی، ازدواج کرد. خواهر دیگرش، آی، با یاماموتو نائویوشی، مدیر هتل میکاسا، ازدواج کرد (نوه آی، یاماموتو نائوزومی، رهبر ارکستر و آهنگساز است).

## مراکز مرتبط
- موزه یادبود آریشیما (شهر نیسکو، هوکایدو) - این موزه در منطقه‌ای قرار دارد که آریشیما در آن یک مزرعه داشت و مواردی مرتبط با او در اینجا نگهداری می‌شود.

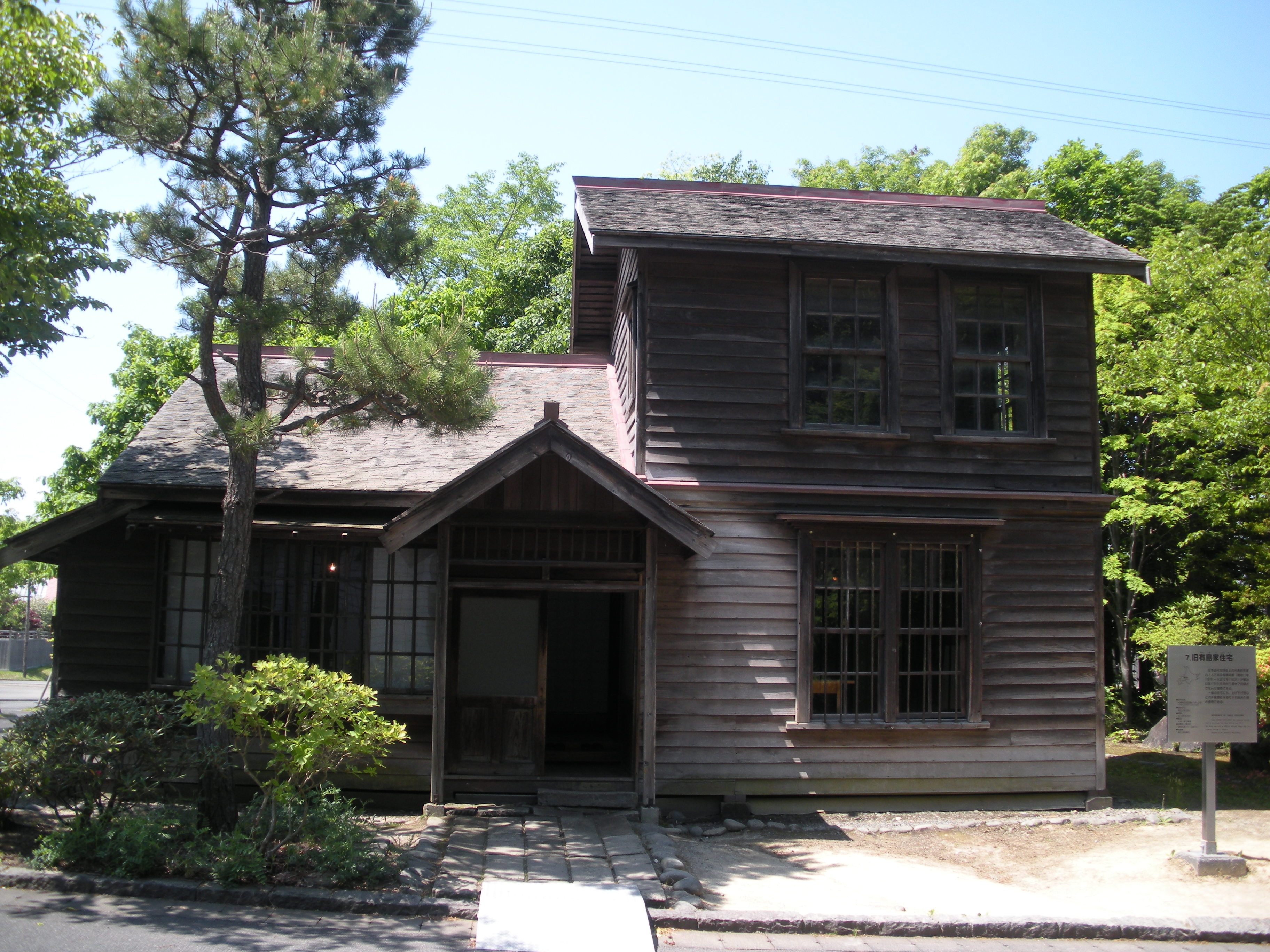
خانه آريشيما تاكه‌ئو در ساپورو

- خانه آريشيما تاكه‌ئو در ساپوروجنگل هنری ساپورو (منطقه می‌نامی، ساپورو) - محل سکونت سابق آریشیما که در منطقه کیتا، ساپورو قرار داشت، به این مکان منتقل و حفظ شده است. در داخل این مکان نمایشگاه‌هایی مرتبط با آریشیما وجود دارد.

- دهکده تاریخی هوکایدو (منطقه آتسوبتسو، ساپورو) - خانه سابق آریشیما که در منطقه شیروایشی، شهر ساپورو قرار داشت، به این مکان منتقل و نگهداری شده است.[۲۳]

## خصوصیات ادبی
آریشیما تاکه‌ئو یکی از نویسندگان برجسته دوره تایشو بود که آثارش بازتاب‌دهنده اندیشه‌ها و تجربیات شخصی او در مواجهه با مسائل اجتماعی، فلسفی و روان‌شناختی است. ویژگی‌های برجسته آثار او عبارت‌اند از:
۱.رئالیسم اجتماعی: آریشیما در بسیاری از آثارش به مسائل اجتماعی مانند نابرابری طبقاتی، فقر و بی‌عدالتی می‌پردازد. او زندگی کشاورزان، کارگران و انسان‌های عادی را با دقت و واقع‌گرایی ترسیم می‌کند.
۲. فردگرایی و فلسفه وجودی: آثار او غالباً بر اهمیت فرد و انتخاب‌های شخصی تأکید دارد. او به بررسی درونیات انسان، تلاش برای معنا دادن به زندگی، و تناقضات بین آزادی فردی و مسئولیت اجتماعی می‌پردازد.
۳. مضامین عشق و روابط انسانی: عشق و پیچیدگی‌های آن در بسیاری از آثار آریشیما دیده می‌شود. او عشق را نه صرفاً به‌عنوان یک احساس، بلکه به‌عنوان نیرویی قدرتمند و حتی ویرانگر تحلیل می‌کند (مانند کتاب عشق بدون تردید می‌رباید).
۴. انتقاد از بورژوازی و جامعه سرمایه‌داری: آریشیما، به‌ویژه در اواخر زندگی‌اش، منتقد ساختارهای سرمایه‌داری بود و حتی مالکیت زمین‌های خود را به کشاورزان واگذار کرد. این نگاه انتقادی در آثار او نیز منعکس شده است.
۵. الهام از طبیعت و زندگی روستایی: او که تحصیلات خود را در مدرسه کشاورزی ساپورو گذرانده بود، علاقه خاصی به طبیعت و زندگی ساده روستایی داشت. این علاقه در توصیفات دقیق و شاعرانه از طبیعت و محیط زندگی در آثارش نمایان است.
۶. سبک نگارش عمیق و فلسفی: آریشیما از زبان ساده و درعین‌حال عمیق برای بیان مسائل فلسفی و روان‌شناختی استفاده می‌کند. آثار او پر از تأملات دربارهٔ مرگ، زندگی و مسئولیت انسان در برابر خود و جامعه است.
۷. نوآوری در داستان‌نویسی: او داستان‌هایش را با روایتی نو و گاه از زوایای دید متفاوت ارائه می‌کرد. این شیوه، جذابیت و تازگی خاصی به آثارش می‌بخشید.
به‌طور کلی، آثار آریشیما تاکه‌ئو نمایانگر ذهنی متفکر و درگیر با مسائل عمیق انسانی است که همچنان خوانندگان را تحت تأثیر قرار می‌دهد.